# Пільйо
Пільйо (італ. Piglio) — муніципалітет в Італії, у регіоні Лаціо,  провінція Фрозіноне.
Пільйо розташоване на відстані близько 60 км на схід від Рима, 28 км на північний захід від Фрозіноне.
Населення — 4703 особи (2014).
Щорічний фестиваль відбувається 10 серпня. Покровитель — святий мученик Лаврентій.

## Демографія
Населення за роками:

Станом на 1 січня 2023 року в муніципалітеті офіційно проживав 191 іноземець з 23 країн, серед них 124 громадяни країн Євросоюзу та 6 громадян України.

## Сусідні муніципалітети
- Акуто
- Ананьї
- Арчинаццо-Романо
- Ф'юджі
- Паліано
- Серроне
- Треві-нель-Лаціо